# Mastaura (Lycie)
Mastaura (grec ancien : Μάσταυρα) est une ville de l' ancienne Lycie.
Elle se trouvait peut-être à l'emplacement de l'actuel Dereağzı, quelque 25 km au nord-ouest de Myra,,,.
Dereağzı avait une grande église avec un dôme en briques, qui pourrait avoir été la cathédrale de Mastaura.

## Évêché
L'évêché de Mastaura en Lycie est mentionné dans les Notitia episcopatuum des 7e et 10e siècles comme ayant le premier rang parmi les suffragants du siège métropolitain de Myra.
Aucun évêque du lieu n'est connu par son nom dans les documents existants, à moins que Baanes, qui était présent au quatrième concile de Constantinople (879), ait été évêque non de Mastaura en Asie mais de Mastaura en Lycie.
N'étant plus un évêché résidentiel, Mastaura en Lycie est aujourd'hui répertorié par l' Église catholique comme siège titulaire.